# New (canción de Paul McCartney)
«New» es una canción del músico británico Paul McCartney publicada en el álbum de estudio de 2013 New. La canción, que contó con la producción de Mark Ronson, fue publicada el 28 de agosto como primer sencillo del álbum en formato de descarga digital a través de la tienda iTunes y de forma gratuita en la plataforma SoundCloud. La publicación del sencillo fue seguida de un primer video promocional, estrenado a través de la web Youtube, que muestra a McCartney con su banda improvisando la canción en el camerino antes de ofrecer un concierto en Regina el 14 de agosto. Un segundo video promocional, con imágenes de la gira Out There! Tour, fue estrenado el 16 de septiembre.
El sencillo alcanzó el puesto 18 en la lista Adult Contemporary de Billboard y el cuatro en la lista Japan Hot 100.
La canción fue incluida en la banda sonora de la película de animación Cloudy with a Chance of Meatballs 2.

## Recepción
Publicada como adelanto del álbum New (2013), la prensa musical recibió la canción con reseñas positivas. La revista musical Rolling Stone la definió como: «Una confección pop con una deliciosa y retromoderna producción de Mark Ronson, "New" cabalga sobre una melodía de clavecín con sabor animoso y un toque de cuerdas que recuerdan a "Got to Get You into My Life"». The Guardian también destacó el sonido del clavicordio y comentó: «Es McCartney con sus dos pulgares hacia arriba, cantando dulcemente sobre cómo su mujer "llegó y convirtió su vida en una canción"». Por otra parte, Telegraph definió la canción como «una pisada alegre y beatlesque cubierta con ondulantes armonías de los Beach Boys».

## Posición en listas
| Año  | País              | Lista                       | Posición |
| ---- | ----------------- | --------------------------- | -------- |
| 2013 | Bélgica (Valonia) | Ultratop 40                 | 62       |
| 2013 | Bélgica (Flandes) | Ultratop 50                 | 62       |
| 2013 | Estados Unidos    | Adult Contemporary          | 18       |
| 2013 | Francia           | SNEP Singles Chart          | 134      |
| 2013 | Japón             | Japan Hot 100               | 4        |
| 2013 | Reino Unido       | The Official Charts Company | 105      |